# Francis Moore (geógrafo)
Francis Moore (batizado em 1708, morreu em ou após 1756) foi um escritor de viagens britânico do século XVIII.
Moore nasceu em Worcester, Inglaterra, mas poucos detalhes são conhecidos sobre sua infância. Ele ganhou destaque depois de publicar Viagens para as partes interiores da África em 1738. O abolicionista Thomas Clarkson atribuiu seu compromisso à causa antiescravagista ao ler os poucos especialistas em África da época, incluindo Moore.

## Conta da África

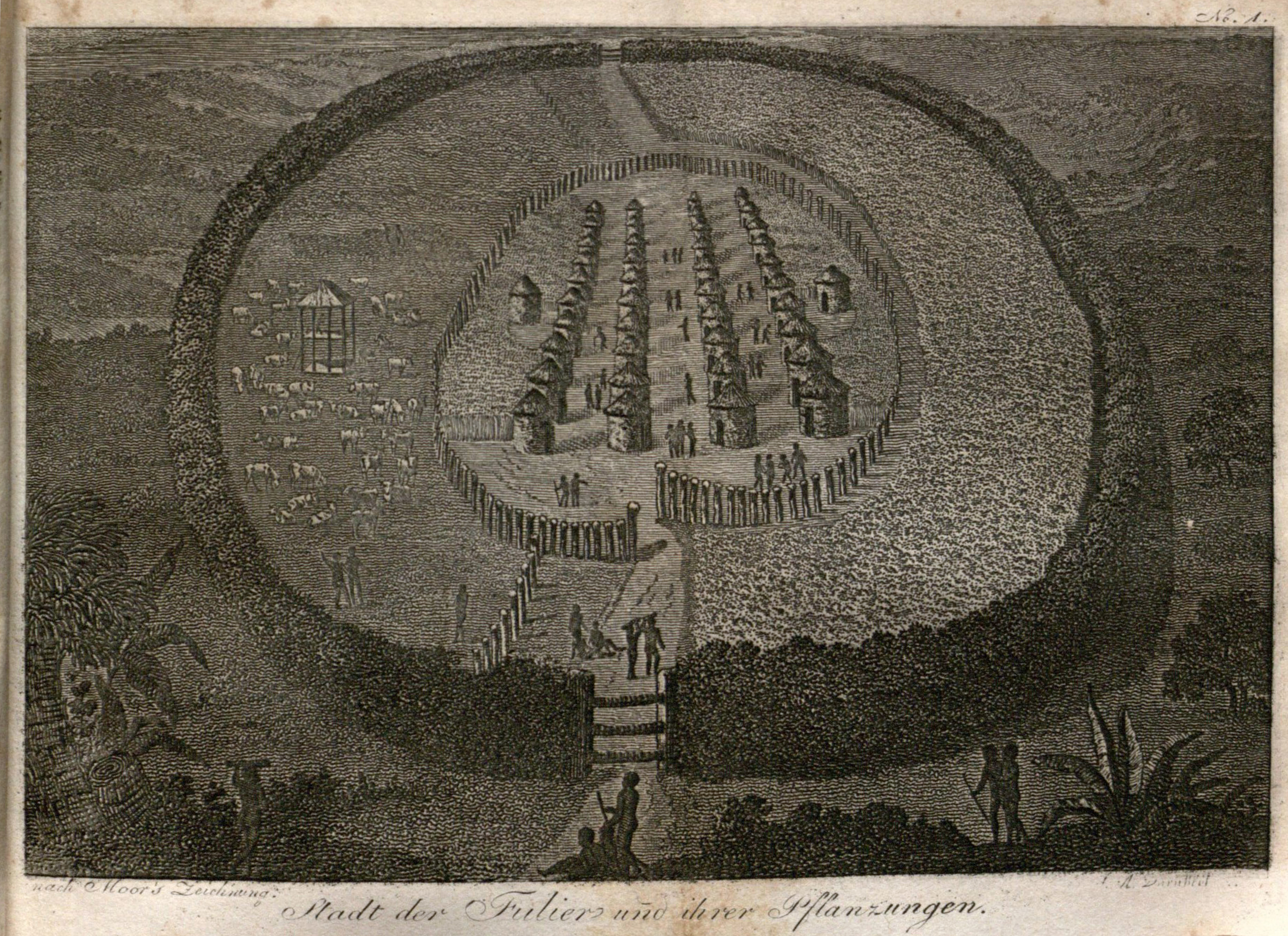
Stadt der Fulier und ihrer Pflanzungen, após Francis Moore, 1802

Moore foi nomeado escritor (ou seja, funcionário) pela Royal African Company em 1730 e embarcou para o entreposto da empresa no rio Gâmbia em julho daquele ano. Ele deixou a região em abril de 1735, depois de também servir como fator (agente) para a empresa. Moore foi um dos primeiros ingleses a viajar para o interior da África, servindo em e visitar inúmeras cidades e feitorias ao longo do rio Gâmbia desde sua foz até a Guiné Highlands, centenas de milhas para o interior.
As observações de Moore foram publicadas como Travels Into the Interior Parts of Africa (em português: Viagens para as partes interiores da África). O relato resumido descreve detalhadamente a geografia física e cultural da região antes da intensificação do comércio de escravos no Atlântico e o resultante despovoamento e desintegração econômica. O trabalho de Moore e o The Golden Trade de Richard Jobson foram os únicos relatos detalhados da Gâmbia antes do período colonial.
Trechos de Viagens ao interior da África foram publicados em vários volumes subsequentes sobre exploração e comércio de escravos, incluindo Samuel Johnson et al., The World Displayed (1740); A nova coleção geral de viagens e viagens de Thomas Astley (1745); e Documents Illustrative of the Slave Trade to America, de Elizabeth Donnan (1931).

## Associação com Job ben Salomão
Moore relatou a saga de Job ben Solomon, também conhecido como Ayuba Suleiman Diallo, em Travels Into the Interior Parts of Africa . Jó era um aristocrata africano levado por escravos em 1730 em um incidente registrado por Moore. Ele foi escravizado em Maryland até 1733, quando foi enviado para a Inglaterra depois que James Oglethorpe recebeu uma carta dele e comprou sua liberdade. Depois de se tornar conhecido e respeitado na sociedade londrina, Job retornou à Gâmbia, onde se familiarizou novamente com Moore.

## Conta da Colônia da Geórgia
Moore viajou para a Província da Geórgia em novembro de 1735, apenas quatro meses depois de voltar para a Inglaterra da Gâmbia, com James Oglethorpe e mais de 200 colonos. Foi uma viagem de volta para Oglethorpe, que fundou a colônia em fevereiro de 1733. Entre os que também estavam na viagem estavam os irmãos recém-ordenados John Wesley e Charles Wesley.
Moore serviu como secretária de Oglethorpe e como lojista em Fort Frederica, na fronteira sul da colônia da Geórgia. Ele serviu na colônia até 1743, visitando sua terra natal uma vez antes de retornar permanentemente à Inglaterra no mesmo ano que Oglethorpe.
As primeiras observações de Moore na colônia foram publicadas sob o título A Voyage to Georgia. A conta contém algumas das informações mais detalhadas disponíveis no Plano Oglethorpe e sua implementação. O relato de Moore sobre a Geórgia é silencioso sobre a emergente posição anti-escravidão de Oglethorpe; no entanto, parece provável que os dois homens tenham discutido longamente a África e o tráfico de escravos, e isso pode ter informado as opiniões deste último.